# Juan Soliz
Juan Pablo Soliz (ur. 7 września 1992) – boliwijski zapaśnik walczący w stylu wolnym. Brązowy medalista mistrzostw Ameryki Południowej w 2014. Siódmy na igrzyskach boliwaryjskich w 2013 roku.